# Ludon-Médoc
Ludon-Médoc é uma comuna francesa na região administrativa da Nova Aquitânia, no departamento da Gironda. Estende-se por uma área de 18,66 km². Em 2010 a comuna tinha 4 977 habitantes (densidade: 266,7 hab./km²).